# Kanton Oppin
Der Kanton Oppin war eine Verwaltungseinheit im Distrikt Halle des Departements der Saale im napoleonischen Königreich Westphalen. Hauptort des Kantons und Sitz des Friedensgerichts war Oppin im heutigen Saalekreis. Der Kanton umfasste sieben Kommunen und mehrere Weiler und Höfe. Er war bewohnt von 2726 Einwohnern und hatte eine Fläche von 1,1 Quadratmeilen. Der Kanton ging aus einem Teil des Saalkreises des Herzogtums Magdeburg hervor. Der Großteil des Kantons gehörte vor 1807 zum Amt Giebichenstein. Der Ort Spröda lag als Exklave im königlich-sächsischen Amt Delitzsch. Er gehörte bis 1807 zum Amt Petersberg, welches historisch bis 1697 zum Kurfürstentum Sachsen gehörte.
Die zum Kanton gehörigen Ortschaften waren:
- Oppin mit Harsdorf, Inwenden und Pranitz
- Niemberg
- Schwerz und Spickendorf
- Dammendorf mit Gödewitz und dem Gasthaus "Die Preußische Krone" (Kneipe)
- Wurp mit Eismannsdorf und Hohen
- Brachstedt
- Exklave Spröda (im königlich-sächsischen Amt Delitzsch)